# НБА финале 2022.
Финале НБА 2022. је била финална серија у 76. НБА сезони 2021/22, и играла се између првака Западне конференције Голден Стејт вориорса, и првака Источне конференције Бостон селтикса. Серија се игра у 4 добијена меча, од којих је први почео 2. јуна у Чејс центру у Сан Франсиску. Евентуална седма утакмица би се играла у Сан Франсиску 19. јуна, пошто Вориорси имају предност домаћег терена због већег броја победа у регуларном току сезоне.
Ове две екипе су раније играле финале 1964. године, када је Бостон победио тада Сан Франсиско вориорсе са 4:1.
Селтикси су до сада 23 пута играли финале, од којих су освојили 17, док је ово Вориорсима 13. учешће уз 6 победе. Бостон је последњи пут играо финале 2010. године, у поразу од Лејкерса 4:3, док су Вориорси 2019. изгубили од Репторса 4:2.
После шест утакмица, Вориорси у победом у ТД Гардену у Бостону резултатом 103:90 освојили лигу. МВП финала је био Стефен Кари, који је то звање први пут освојио, док су Вориорси са 7 освојених титула и званично трећа најбоља екипа после Лејкерса и Бостона, закључно са овим финалом.
Немања Бјелица и Дејан Милојевић су као играч односно помоћни тренер такође освојили победнички прстен као чланови Голден Стејта. Бјелица је после Дарка Миличића 2004, Пеђе Стојаковића 2011, и Огњена Кузмића 2015 четврти Србин који је постао шампион НБА као играч. Милојевић је други српски тренер, након Игора Кокошкова 2004.
Гари Пејтон II је освајањем титуле постао још један кошаркаш чији је и отац био шампион НБА. Његов отац Гари Пејтон је са Мајами хитом освојио лигу 2006. године против Далас маверикса.

## Утакмице

### Прва утакмица
Након што је одиграо 141 утакмицу плеј-офа без наступа у финалу НБА, Ал Хорфорд је помогао Бостону и предводио свој тим са 26 поена, укључујући и серију од 8 узастопних поена како би свом тиму донео вођство у четвртој четвртини пошто су Селтикси били бољи Голден Стејта 40 : 16. Џејлен Браун је такође помогао у серији од 17: 0 у четвртој четвртини, постигавши 10 од своја 24 поена у тој четвртини. Џејсон Тејтум је имао лош учинак у шуту, 3/17 и постигао је 12 поена,  али је завршио са рекордних 13 асистенција, што је највише икада за играча у његовом дебију у финалу. Остала четири стартера Бостона су шутирала 30/50 (60%) у игри, заједно са шутирањем 12/23 (52%) за три поена, пошто су Селтикси погодили својих првих седам покушаја за три поена у четвртом. Маркус Смарт је додао 18 поена, а Дерик Вајт је са клупе ушао и постигао 21 поен.
За Вориорсе, Стефен Кари је одлично почео, постигао је 21 поен и шутирао 6/8 за три поена у првој четвртини, што је највише тројки у једној четвртини у историји финала. Поред тога, 21 поен је био највише у једној четвртини од 22 Мајкла Џордана у четвртој четвртини четврте утакмице 1993. Међутим, Кари се мучио до краја утакмице, шутирајући 5/16 у последње три четвртине, док су Вориорси одували вођство од 92 : 80 у четвртој четвртини. Упркос томе што је сакупио 11 скокова, Дрејмонд Грин је шутирао само 2/12 из поља и 0/3 на слободним бацањима, изашавши из игре због фаула на минут до краја утакмице.

Повратак Селтикса био је највећи у финалу након три четвртине откако су Чикаго Булси надокнадили заостатак од 15 поена и победили Портланд Трејл Блејзерсе у 6. утакмици 1992. Победа је такође донела рекорд Селтикса на 8 : 2 у гостима у плеј-офу, док су Вориорси пали на 9 : 1 код куће. Оба тима су такође остварила комбиновано 40 тројки, највише икада у финалној утакмици НБА лиге, надмашивши претходни рекорд од 35 постигнутих 2017.
| 2. јун 18:00 по времену у Сан Франсиску | Извештај | Бостон селтикси 120, Голден Стејт вориорси 108                             | Бостон селтикси 120, Голден Стејт вориорси 108 | Бостон селтикси 120, Голден Стејт вориорси 108  | Чејс центар, Сан Франсиско Гледаоци: 18.064 Судије: - 8 Марк Дејвис - 10 Џон Гобл - 60 Џејмс Вилијамс | У Србији: Арена спорт |
| 2. јун 18:00 по времену у Сан Франсиску | Извештај | Четвртине: 28–32, 28–22, 24–38, 40–16                                      |                                                |                                                 | Чејс центар, Сан Франсиско Гледаоци: 18.064 Судије: - 8 Марк Дејвис - 10 Џон Гобл - 60 Џејмс Вилијамс | У Србији: Арена спорт |
| 2. јун 18:00 по времену у Сан Франсиску | Извештај | Поени: Ал Хорфорд 26 Скокови: Џејлен Браун 7 Асистенције: Џејсон Тејтум 13 |                                                | Стефен Кари 34 Дрејмонд Грин 11 три играча по 5 | Чејс центар, Сан Франсиско Гледаоци: 18.064 Судије: - 8 Марк Дејвис - 10 Џон Гобл - 60 Џејмс Вилијамс | У Србији: Арена спорт |
| 2. јун 18:00 по времену у Сан Франсиску | Извештај | Бостон води, 1–0                                                           |                                                |                                                 | Чејс центар, Сан Франсиско Гледаоци: 18.064 Судије: - 8 Марк Дејвис - 10 Џон Гобл - 60 Џејмс Вилијамс | У Србији: Арена спорт |

### Друга утакмица
| 5. јун 17:00 по времену у Сан Франсиску | Извештај | Бостон селтикси 88, Голден Стејт вориорси 107                             | Бостон селтикси 88, Голден Стејт вориорси 107 | Бостон селтикси 88, Голден Стејт вориорси 107 | Чејс центар, Сан Франсиско Гледаоци: 18.064 Судије: - 15 Зек Зарба - 25 Тони Брадерс - 58 Џош Тивен | У Србији: Арена спорт |
| 5. јун 17:00 по времену у Сан Франсиску | Извештај | Четвртине: 30–31, 20–21, 14–35, 24–20                                     |                                               |                                               | Чејс центар, Сан Франсиско Гледаоци: 18.064 Судије: - 15 Зек Зарба - 25 Тони Брадерс - 58 Џош Тивен | У Србији: Арена спорт |
| 5. јун 17:00 по времену у Сан Франсиску | Извештај | Поени: Џејсон Тејтум 28 Скокови: Ал Хорфорд 8 Асистенције: Маркус Смарт 5 |                                               | Стефен Кари 29 Кевон Луни 7 Дрејмонд Грин 7   | Чејс центар, Сан Франсиско Гледаоци: 18.064 Судије: - 15 Зек Зарба - 25 Тони Брадерс - 58 Џош Тивен | У Србији: Арена спорт |
| 5. јун 17:00 по времену у Сан Франсиску | Извештај | Серија изједначена, 1–1                                                   |                                               |                                               | Чејс центар, Сан Франсиско Гледаоци: 18.064 Судије: - 15 Зек Зарба - 25 Тони Брадерс - 58 Џош Тивен | У Србији: Арена спорт |

Утакмица је била прилично уједначена на полувремену, Селтикси су губили 2 поена са 50:52. Међутим Вориорси су у својој чувеној трећој четвртини победили са 21 поеном разлике, 35:14, што се на крају испоставила као недостижна предност. При крају треће четвртине је Џордан Пул погодио тројку са око 12m удаљености за Голден Стејт. Бостон је имао и велики број изгубљених лопти, укупно 19, од којих су њихови противници направили 33 поена.
Хорфорд је постигао само 2 поена из 4 шута на утакмици, за разлику од прве утакмице, када је постигао 26. Стеф Кари је био најбољи стрелац Вориорса са укупно 29 поеена.

### Трећа утакмица
| 8. јун 21:00 (у САД) | Извештај | Голден Стејт вориорси 100, Бостон селтикси 116                                   | Голден Стејт вориорси 100, Бостон селтикси 116 | Голден Стејт вориорси 100, Бостон селтикси 116         | TD Garden, Бостон Гледаоци: 19.156 Судије: - 48 Скот Фостер - 16 Дејвид Гатри - 61 Кортни Киркланд | ABC у САД, Арена спорт у Србији |
| 8. јун 21:00 (у САД) | Извештај | Четвртине: 22–33, 34–35, 33–25, 11–23                                            |                                                |                                                        | TD Garden, Бостон Гледаоци: 19.156 Судије: - 48 Скот Фостер - 16 Дејвид Гатри - 61 Кортни Киркланд | ABC у САД, Арена спорт у Србији |
| 8. јун 21:00 (у САД) | Извештај | Поени: Стефен Кари 31 Скокови: Луни, Вигинс по 7 Асистенције: Ото Портер Млађи 4 |                                                | Џејлен Браун 27 Роберт Вилијамс III 10 Џејсон Тејтум 9 | TD Garden, Бостон Гледаоци: 19.156 Судије: - 48 Скот Фостер - 16 Дејвид Гатри - 61 Кортни Киркланд | ABC у САД, Арена спорт у Србији |
| 8. јун 21:00 (у САД) | Извештај | Бостон води, 2–1                                                                 |                                                |                                                        | TD Garden, Бостон Гледаоци: 19.156 Судије: - 48 Скот Фостер - 16 Дејвид Гатри - 61 Кортни Киркланд | ABC у САД, Арена спорт у Србији |

Браун је постигао 27 поена, а Тејтум 26 у победи Бостона резултатом 116 : 100 за вођство у серији од 2 : 1. Селтикси су водили са чак 18 поена у првом полувремену, али је Голден Стејт поново скочио у трећој четвртини, надмашивши Бостон са 33 : 25 иза 15 поена Карија. Вориорси су накратко повели са 83 : 82, али су Селтикси на крају периода вратили резултатом 93 : 89. Бостон је у четвртој четвртини надиграо Голден Стејт са 23 : 11. Селтикси су били физички физички тим са више поена у рекету и више скокова. Роберт Вилијамс III из Бостона имао је 10 скокова и четири од седам блокова тима.
Кари је завршио са 31 поеном и шест тројки, а Томпсон је додао 25 поена и пет тројки. Грин је имао два поена, четири скока и три асистенције пре него што је морао да изађе из игре због фаулова други пут у серији. Постао је први играч у историји финала који је морао да изађе након најмање 34 минута игре са мање од пет поена, пет скокова и пет асистенција. Кари се повредио крајем четврте када му је Хорфорд пао на ногу док је јурио лопту. Следећег дана, Кари је био уверен да ће играти у четвртој утакмици, рекавши да је то „само толеранција на бол са којом се морате суочити“. Рекао је да није била тако лоша као повреда која га је спречила у последњих 12 утакмица регуларне сезоне када му се Бостонов Смарт преврнуо преко ноге када су кренули на изгубљену лопту.

### Четврта утакмица
| 10. јун 21:00 у Бостону | Извештај | Голден Стејт вориорси 107, Бостон селтикси 97                               | Голден Стејт вориорси 107, Бостон селтикси 97 | Голден Стејт вориорси 107, Бостон селтикси 97           | TD Garden, Бостон Гледаоци: 19.156 Судије: - #19 Џејмс Кејперс - #5 Кејн Фицџералд - #42 Ерик Луис | САД: ABC, Србија: Арена спорт |
| 10. јун 21:00 у Бостону | Извештај | Четвртине: 27–28, 22–26, 30–24, 28–19                                       |                                               |                                                         | TD Garden, Бостон Гледаоци: 19.156 Судије: - #19 Џејмс Кејперс - #5 Кејн Фицџералд - #42 Ерик Луис | САД: ABC, Србија: Арена спорт |
| 10. јун 21:00 у Бостону | Извештај | Поени: Стефен Кари 43 Скокови: Ендру Вигинс 16 Асистенције: Дрејмонд Грин 8 |                                               | Џејсон Тејтум 23 Роберт Вилијамс III 12 Џејсон Тејтум 6 | TD Garden, Бостон Гледаоци: 19.156 Судије: - #19 Џејмс Кејперс - #5 Кејн Фицџералд - #42 Ерик Луис | САД: ABC, Србија: Арена спорт |
| 10. јун 21:00 у Бостону | Извештај | Серија изједначена, 2 : 2                                                   |                                               |                                                         | TD Garden, Бостон Гледаоци: 19.156 Судије: - #19 Џејмс Кејперс - #5 Кејн Фицџералд - #42 Ерик Луис | САД: ABC, Србија: Арена спорт |

Кари је постигао 43 поена и имао 10 скокова у победи од 107 : 97 и изједначио серију 2 : 2. Постигао је два коша током серије од 10 : 0 за Вориорсе у четвртој четвртини, претворивши предност Бостона од четири поена у вођство Голден Стејта од 100 : 94. Одиграо је 41 минут и постигао 14 од 26 шутева на утакмици, укључујући 7 од 14 на тројке. Ендру Вигинс је додао 17 поена и рекордних 16 скокова за Вориорсе.
Голден Стејт је променио своју стартну поставу, заменивши Кевона Лунија Отом Портером млађим. Кари, и Тејтум из Селтикса су обојица постигли по 12 поена у првој четвртини, која је завршена вођством Бостона од 28 : 27. Браун је постигао 10 поена у другој четвртини, чиме су Селтикси повели са 54 : 49 на полувремену. Кари је постигао 14 у трећој за 33 у четвртој. Тимови су били нерешени на 86 са осам минута до краја. Бостон је водио 94 : 90 са око пет минута до краја, али је постигао кош само још једном, на 1:18 до краја. Голден Стејт их је надмашио са 17 : 3 да би завршио утакмицу, а Кари их је сам надмашио са 10 : 3.
Кари је постао трећи играч Вориорса са најмање 40 поена и 10 скокова у финалној утакмици, придруживши се Рику Барију (1967) и Кевину Дуранту (2018). Такође се придружио Џордану и Леброну Џејмсу као једини играчи од 34 или више година који су постигли 40 или више поена у финалу НБА лиге. Грин је постигао два поена при шуту 1 од 7, али је додао девет скокова, осам асистенција и четири украдене лопте. Тренер Голден Стејта Стив Кер га је оставио на клупи у делу четврте четвртине, док је Луни остао на паркету због његових скокова —11 за 28 минута. Вориорси су губили четири поена на око седам минута до краја када је Грин повучен, а онда су направили серију од 11 : 3 током наредна четири минута пре него што се Грин вратио. Тејтум је завршио са 23 поена и 11 скокова, али је током целе четврте четвртине постигао само један кош. Браун је постигао 21 поен, а Вилијамс 12 скокова за Селтике.

### Пета утакмица
| June 13 18:00 у Сан Франсиску | Извештај | Бостон селтикси 94, Голден Стејт вориорси 104                                      | Бостон селтикси 94, Голден Стејт вориорси 104 | Бостон селтикси 94, Голден Стејт вориорси 104 | Чејс центар, Сан Франсиско Гледаоци: 18.064 Судије: - #8 Марк Дејвис - #25 Тони Брадерс - #58 Џош Тивен | САД:ABC, Србија: Арена спорт |
| June 13 18:00 у Сан Франсиску | Извештај | Четвртине: 16–27, 23–24, 35–24, 20–29                                              |                                               |                                               | Чејс центар, Сан Франсиско Гледаоци: 18.064 Судије: - #8 Марк Дејвис - #25 Тони Брадерс - #58 Џош Тивен | САД:ABC, Србија: Арена спорт |
| June 13 18:00 у Сан Франсиску | Извештај | Поени: Џејсон Тејтум 27 Скокови: Џејсон Тејтум 10 Асистенције: Браун и Тејтум по 4 |                                               | Ендру Вигинс 26 Ендру Вигинс 13 Стефен Кари 8 | Чејс центар, Сан Франсиско Гледаоци: 18.064 Судије: - #8 Марк Дејвис - #25 Тони Брадерс - #58 Џош Тивен | САД:ABC, Србија: Арена спорт |
| June 13 18:00 у Сан Франсиску | Извештај | Голден Стејт води, 3–2                                                             |                                               |                                               | Чејс центар, Сан Франсиско Гледаоци: 18.064 Судије: - #8 Марк Дејвис - #25 Тони Брадерс - #58 Џош Тивен | САД:ABC, Србија: Арена спорт |

Стеф Кари је у претходним мечевима одиграо врхунске партије, и у свакој је био водећи стрелац своје екипе. Стручни штаб Селтикса предвођен тренером Имеом Удоком је одлучио да агресивније чува Карија, па је он у складу са тим био много јаче чуван. Бостон га је чешће удвајао ван линије за 3 поена, а Маркус Смарт је играо фластер на њему. То је дало учинка, пошто је Кари промашио свих својих 9 покушаја за три поена, чиме је прекинуо свој низ од 233 утакмица заредом, укључујући редовну сезону и плејоф, у којима је дао бар једну тројку. Меч је завршио са 16 поена и 8 асистенција.
Међутим остатак Вориорса је одиграо јако добро. Ендру Вигинс је играо добру одбрану на Џејсону Тејтуму, и имао је јако добар, помало можда и неочекиван, нападачки учинак. Постигао је 26 поена уз 13 скокова, није погодио ниједну тројку из 6 покушаја, али је за 2 шутирао 12/17. Клеј Томпсон је дао 21 поен уз 5 тројки из 11 покушаја. Дрејмонд Грин је дао 8 поена, ухватио 7 лопти, и асистирао 6 пута, а због 6 личних је завршио меч на 3:01 до краја меча. Битан је био учинак одбране Вориорса, коју су чинили Томпсон, Вигинс, и Гари Пејтон II.
Код Селтикса су по поенима најбољи били Тејтум, Браун и Смарт. Тејтум је одиграо добар меч са 27 поена уз 10 ухваћених, и 5/9 датих тројки. Џејлен Браун је постигао 18 поена и имао 9 ухваћених лопти, али је и лоше шутирао: укупан шут из игре је био 5/18, није погодио ниједну од 6 тројки, а 8 од својих 18 поена је дао из слободних бацања, које је шутирао 8/10. Смарт је играо добру одбрану на Карију, а уз то је дао 20 поена уз 3/6 тројки. Међутим свако од њих је имао и доста изгубљених лопти: Тејтум и Смарт по 4, а Браун 5. Роберт Вилијамс је имао солидан одбрамбени учинак, а постигао је 10 поена уз шут 4/5, и имао 8 ухваћених. Хорфорд је дао 9 поена и имао 9 ухваћених лопти.
Учинак клупе Голден стејта је био јако значајан. Цела Бостонова клупа је укупно постигла 10 поена, док су Вориорси дали 31 поен са клупе. Дерик Вајт је имао добар учинак на почетку серије, али је на овом мечу био без погодака из игре уз 4 шута, и убацио је 1 поен из бацања за 21 минут на паркету. Грант Вилијамс је имао 3 поена, 2 ухваћене и 2 блока. Са друге стране је Џордан Пул убацио 14 поена уз 3/6 тројки, док је Гари Пејтон II имао 15 поена уз шут из игре 6/8, 5 ухваћених и 3 украдене лопте, и одиграо је значајну дефанзивну улогу. Луни је додао 2 поена, а Немања Бјелица је одиграо скоро 5 минута, и ухватио је једну лопту, а није уопште шутирао.

### Шеста утакмица
| June 13 18:00 у Сан Франсиску | Извештај | Голден Стејт вориорси 103, Бостон селтикси 90                                | Голден Стејт вориорси 103, Бостон селтикси 90 | Голден Стејт вориорси 103, Бостон селтикси 90 | TD Garden, Бостон Гледаоци: 19.156 Судије: - #15 Зек Зарба - #16 Дејвид Гатри - #10 Џон Гобл | САД:ABC, Србија: Арена спорт |
| June 13 18:00 у Сан Франсиску | Извештај | Четвртине: 27–22, 27–17, 22–27, 27–24                                        |                                               |                                               | TD Garden, Бостон Гледаоци: 19.156 Судије: - #15 Зек Зарба - #16 Дејвид Гатри - #10 Џон Гобл | САД:ABC, Србија: Арена спорт |
| June 13 18:00 у Сан Франсиску | Извештај | Поени: Стефен Кари 34 Скокови: Дрејмонд Грин 12 Асистенције: Дрејмонд Грин 8 |                                               | Браун 34 Ал Хорфорд 14 Маркус Смарт 9         | TD Garden, Бостон Гледаоци: 19.156 Судије: - #15 Зек Зарба - #16 Дејвид Гатри - #10 Џон Гобл | САД:ABC, Србија: Арена спорт |
| June 13 18:00 у Сан Франсиску | Извештај | Голден Стејт је освојио титулу победом у финалној серији од 4–2              |                                               |                                               | TD Garden, Бостон Гледаоци: 19.156 Судије: - #15 Зек Зарба - #16 Дејвид Гатри - #10 Џон Гобл | САД:ABC, Србија: Арена спорт |

Улазећи у утакмицу, Голден Стејт је имао 0–3 у завршним утакмицама на гостовању, а Селтикси су били 3–0 када су се суочили са елиминацијом. Бостон је повео са 14 : 2 на почетку утакмице, али су постигли само један кош у последњих 3:30 прве четвртине, а Голден Стејт је водио 27 : 22 на крају прве четвртине. Вориорси су изнудили 12 изгубљених лопти у првом полувремену и искористили низ од 21–0 да би повели са 54 : 39 на полувремену. Низ од 21–0 била је најдужа таква серија у модерној историји финала. Повећали су своје вођство на 22, пре него што су Селтикси дошли до 76 : 66 после три четвртине. Голден Стејт је задржао вођство током четврте четвртине и победом у утакмици резултатом 103 : 90, освојио своју четврту НБА титулу у осам сезона. Ово је био други пут да је гостујући тим освојио НБА првенство у Бостону, а претходни освајач титуле су били Лос Анђелес Лејкерси 1985. године.

## Посета Белој кући
Освајачи НБА лиге традиционално посећују Белу кућу и председника САД у неком каснијем периоду након освајања титуле. Та традиција је била прекинута током председничког мандата Доналда Трампа, у периоду 2017–20, да би Милвоки бакси 8. новембра 2021. поново посетили Белу кућу и Џоа Бајдена. По окончању финала је Џо Бајден са званичног Твитер налога честитао Вориорсима и Карију, и свечано их позвао у посету. Барак Обама је преко телефона такође честитао победу Стефу Карију. Вориорси су 2015. били у посету председнику, док су 2017. и 2018. бојкотовали.